# Tiger Mask IV
Yoshihiro Yamazaki (山崎 佳宏, Yamazaki Yoshihiro, né le 20 octobre 1970) est un catcheur japonais plus connu sous le nom de Tiger Mask IV. Il travaille actuellement à la New Japan Pro Wrestling où il a remporté à six reprises le titre poids lourd junior IWGP et une fois le championnat junior poids lourd par équipe IWGP avec Jushin Thunder Liger.

## Carrière

### New Japan Pro Wrestling (2002-...)
Lors de Dominion 6.16, lui et Jushin Thunder Liger battent Suzuki-gun (Taichi et Taka Michinoku) et remportent les vacants IWGP Junior Heavyweight Tag Team Championship. Le 22 juillet, ils perdent les titres contre Forever Hooligans (Alex Koslov et Rocky Romero).

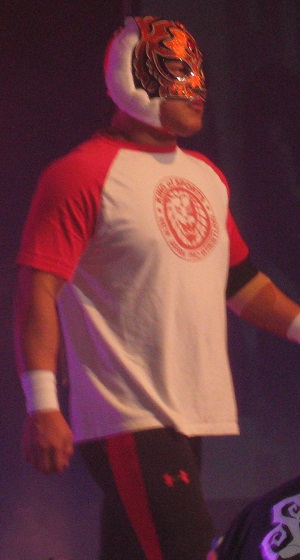
Tiger Mask en Septembre 2013.

Le 26 octobre, lui et Robbie Eagles battent Suzuki-gun (El Desperado et Yoshinobu Kanemaru) pour remporter les IWGP Junior Heavyweight Tag Team Championship,.

### Total Nonstop Action (2007)
Tiger Mask IV a fait plusieurs apparitions à la Total Nonstop Action Wrestling (TNA) au cours de la collaboration entre la NJPW et la TNA. Il est apparu lors de Sacrifice (2007) dans un Four Corners match en affrontant Alex Shelley, Senshi et Jerry Lynn, match remporté par ce dernier. Il a également fait quelques apparitions sur TNA Impact!.

### Pro Wrestling NOAH (2010-2014)
Le 6 décembre, lui et Jushin Thunder Liger perdent contre Choukibou-gun (Hajime Ohara et Kenoh) et ne remportent pas les GHC Junior Heavyweight Tag Team Championship.

## Palmarès
- All Japan Pro Wrestling
  - 1 fois AJPW World Junior Heavyweight Championship[8]
- Michinoku Pro Wrestling
  - 1 fois APEX OF TRIANGLE Six–Man Tag Team Championship avec The Great Sasuke et Gran Hamada
  - 2 fois British Commonwealth Junior Heavyweight Championship[2]
  - Fukumen World League (2000) et (2007)[9]
  - Fukumen World Tag League (2000) - avec Gran Hamada[9]

- National Wrestling Alliance
  - 2 fois NWA World Junior Heavyweight Championship[2]

- New Japan Pro Wrestling
  - 6 fois IWGP Junior Heavyweight Championship[2]
  - 2 fois IWGP Junior Heavyweight Tag Team Championship avec Jushin Thunder Liger (1) et Robbie Eagles (1, actuel)[2]
  - Best of the Super Juniors (2004) et (2005)
  - Jr. Heavyweight MVP Award (2005)[10]

- Pro Wrestling Noah
  - 2 fois GHC Junior Heavyweight Tag Team Championship avec Koji Kanemoto (1) et Jushin Thunder Liger (1)[2]
  - NTV G+ Cup Junior Heavyweight Tag League (2013) – Jushin Thunder Liger

- Universal Wrestling Association
  - 1 fois UWA World Middleweight Championship[2]

## Récompenses des magazines
- Pro Wrestling Illustrated

| Année | 1995 | 1996 | 1997 | 1998 | 1999 | 2000 | 2001 | 2002 | 2003 | 2004 | 2005 | 2006 | 2007 | 2008 | 2009 | 2010 | 2011 | 2012 | 2013 | 2014 | 2015       | 2016 | 2017 | 2018 | 2019 à 2021 | 2022 | 2023       |
| ----- | ---- | ---- | ---- | ---- | ---- | ---- | ---- | ---- | ---- | ---- | ---- | ---- | ---- | ---- | ---- | ---- | ---- | ---- | ---- | ---- | ---------- | ---- | ---- | ---- | ----------- | ---- | ---------- |
| Rang  | 298  | 293  | 274  | 140  | 135  | 67   | 76   | 79   | 89   | 84   | 21   | 31   | 69   | 207  | 103  | 233  | 254  | 363  | 375  | 211  | Non classé | 267  | 327  | 174  | Non classé  | 408  | Non classé |